# Ernst Ahlgren
Ernst Henrik Ahlgren, född 9 augusti 1869 i Karlskrona i Blekinge län, död 28 juli 1962 i Malmö Sankt Petri församling i Malmöhus län, var en svensk jurist.
Ahlgren avlade mogenhetsexamen i Karlskrona 1888 och hovrättsexamen 1892. Efter tingstjänstgöring verkade han som notarie i Hovrätten över Skåne och Blekinge och var därefter sekreterare i nämnd hovrätt från 1917 till 1935.
Ernst Ahlgren var son till handlande Frans Ludvig Julius Ahlgren och Nanny Louise Sylvander. Han gifte sig 1908 med Annie Westman (1882–1938) och adopterade systersonen Stig Blommert-Ahlgren (1910–1996) som blivit föräldralös vid två månaders ålder. Makarna är begravna i Westmanska familjegraven på Galärvarvskyrkogården i Stockholm.